# Zealaptera chambersi
Zealaptera chambersi är en stekelart som beskrevs av Naumann 1988. Zealaptera chambersi ingår i släktet Zealaptera och familjen hyllhornsteklar. Inga underarter finns listade i Catalogue of Life.